# Tú me enloqueces
Tú me enloqueces es una película Argentina filmada en Eastmancolor, dirigida por Sandro según su propio guion escrito en colaboración con Jorge Falcón. Estrenada el 12 de agosto de 1976, tuvo como actores principales a Sandro, Susana Giménez, Héctor Pellegrini y Luis Tasca.

## Sinopsis
La atracción y el rechazo se alternan en una pareja que protagoniza una comedia musical.

## Reparto
Intervinieron en el filme los siguientes intérpretes:
- Sandro
- Susana Giménez
- Héctor Pellegrini
- Luis Tasca
- Julio López
- Raimundo Soto
- Marcelo José
- Nelly Láinez
- Raúl Aubel
- Ilda Fuchs
- Osvaldo Castro
- Jaimito Cohen

- Julio César Acera
- Natán Solans

## Comentarios
La Nación opinó:

”Tono grandilocuente y pretensioso, del que es principal tributario el diálogo, enfático y artificioso hasta lo inimaginable.”

Carlos Morelli en Clarín opinó:

”Sandro director puede conformar mediante un trabajo que revela su familiaridad con los rudimentos técnicos, más una cierta intuición para el uso expresivo de los ángulos fotográficos y el color. Pero sus pretensiones chocan contra la endeblez de un libro.”

La Razón dijo acerca del filme:

”Inteligencia imaginativa.”